# 진관1로

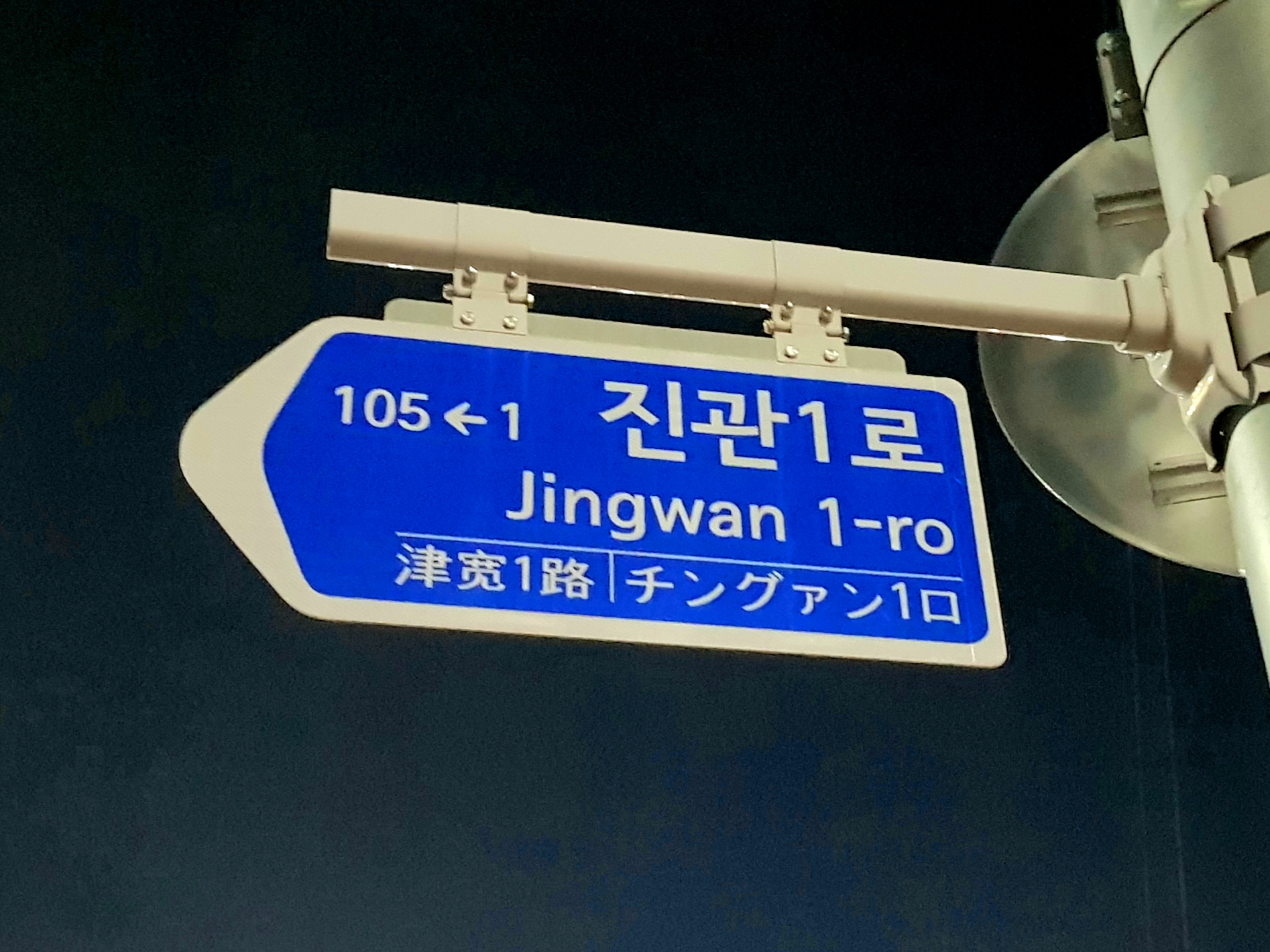
진관1로 도로명 표지판

진관1로는 서울특별시 은평구 진관동 박석고개삼거리와 폭포동입구 교차로를 잇는 서울특별시의 도로이다. 전 구간 왕복 4차선~5차선이다.

## 연혁
- 2009년: 은평뉴타운 개발과 함께 개통

## 주요 경유지
서울특별시
- 은평구(진관동)

## 노선
| 이름              | 접속 노선             | 소재지     | 소재지 | 소재지 | 비고 |
| ----------------- | --------------------- | ---------- | ------ | ------ | ---- |
| 박석고개삼거리    | 국도 제1호선 (통일로) | 서울특별시 | 은평구 | 진관동 |      |
| (이름 없음)       | 진관1로               | 서울특별시 | 은평구 | 진관동 |      |
| 은평구민체육센터  |                       | 서울특별시 | 은평구 | 진관동 |      |
| 반딧불이다리      |                       | 서울특별시 | 은평구 | 진관동 |      |
| 폭포동입구        | 연서로 연서로44길     | 서울특별시 | 은평구 | 진관동 |      |
| 연서로44길과 직결 |                       |            |        |        |      |

## 주요 건물 및 시설
- 서울은진초등학교 (서울특별시 은평구 진관1로 21-20)
- 은평구민체육센터 (서울특별시 은평구 진관1로 46)
- 서울신도초등학교 (서울특별시 은평구 진관1로 77-23)
- 신도중학교 (서울특별시 은평구 진관1로 77-30)